# Dai Chushingura
Dai Chushingura é uma série de 52 episódios, de 1971, com Toshiro Mifune estrelando no papel de Oishi Yoshio. Iniciou em 5 de janeiro de 1971 e encerrou-se em 28 de dezembro do mesmo ano. 

## A série
A série retrata os eventos dos 47 ronin e sua vingança contra Kira Yoshinaka pela morte de Asano Naganori. A série possuiu um elenco estelar, com Toshiro Mifune como Oishi Yoshio, Yoko Tsukasa e o ator Kabuki Onoe Kikugorō VII interpretanto seu filho Chikara.
Ichikawa Chūsha VIII interpretou Kira Yoshinaka, mas morreu após as filmagens do episódio 47, e seu irmão Kodayū o substituíu. Entre os ronin e seus aliados foram Tetsuya Watari como Horibe Yasubei, e Miyoko Akaza como sua esposa. Ichiro Arishima interpretou Yahei. Taro Ishida apareceu como Tominomori Sukeemon, Masakazu Tamura como o jovem Yatō Emonshichi, seu irmão Takahiro Tamura como Shinsuke Mikimoto Ōtaka Gengo. Comediante Frankie Sakai foi Akabane Genzō, Go Wakabayashi retratou Maehara Isuke, e Akiji Kobayashi foi Terasaka Kichiemon.
Muitos atores apareceram em apenas alguns episódios. Entre elas estavam muitos conhecidos de audiências fora do Japão. Estes incluíram superstar Kinnosuke Nakamura como Wakisaka Awaji-no-Kami, Matsumoto Kōshirō, Shintaro Katsu, Takashi Shimura, Eiji Okada, Yukiyo Toake, Kinichi Hagimoto, Terumi Niki, Masaaki Sakai e Shinji Maki.